# Meksika
Meksika je večstanovanjsko-poslovna zgradba v Ljubljani, ki stoji ob Njegoševi cesti 6. Zgradba je dobila ime po meksikajnarjih, najemniških vojakih na poti v Mehiko, ki so se zbirali na tem območju in vse do Cukrarne, morda tudi po zunanjem izgledu.
V slovensko arhitekturno zgodovino se je stavba vpisala kot prvi primer uspešne blokovske kolektivne stanovanjske gradnje v Ljubljani.

## Zgodovina
Za potrebe reševanja stanovanjske stiske svojih uslužbencev po prvi svetovni vojni je Mestna občina Ljubljana naročila gradnjo večnadstropne, štiritraktne obodne stavbe, v kateri se je prvotno nahajalo 82 stanovanj. Načrte za stavbo je izdelal arhitekt Vladimir Šubic, ki se je oprl na dunajsko socialno-stanovanjsko gradnjo (t. i. stavba okoli dvorišča). Okoli osrednjega dvorišča je arhitekt razporedil stanovanja minimalnega standarda, medtem ko so se v pritličju nahajali skupni prostori (kopališče, pralnica in na vogalih trgovine). Prvotno so načrtovali, da bi zgradba imela dve osrednji dvorišči, a zaradi zapletov pri nakupu zemljišča to ni uspelo. Zgradba je bila zgrajena v letih 1926-27.
Pri okrasitvi stavbe sta sodelovala še kipar Lojze Dolinar (vhodna veža in portal, kraški kamen) ter slikar Rihard Jakopič (freske na stropu obokane veže, tempera).
Leta 2002 je bila zgradba razglašena za kulturni spomenik lokalnega pomena.
Stavba je zaradi pomanjkanja vzdrževanja dolgo propadala. Lastniki so leta 2012 s pomočjo mesta obnovili vsa zunanja pročelja. Ogrožene Jakopičeve poslikave v vhodni veži so bile uspešno konservirane-restavrirane 2019.